# 庆祝千禧年活动

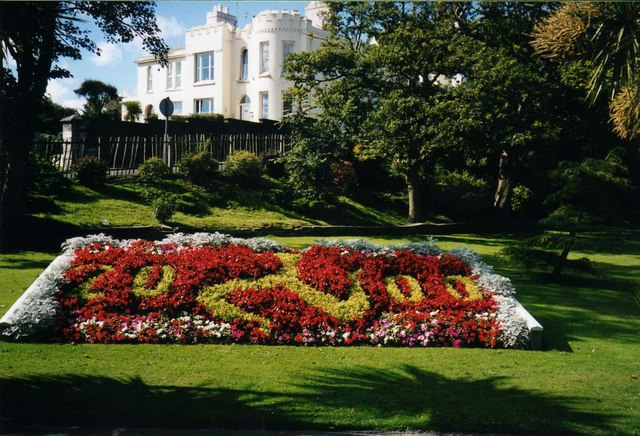
在马恩岛拉姆齐的莫拉格公园里，庆祝2000年到来的花坛

在公元1999年12月31日至公元2000年1月1日期间，全球许多地方都展开了庆祝千禧年的活动。尽管公元2000年的到来是否标志着21世纪的开始仍然有争议，但千禧年的到来仍标志着2千纪的结束、2000年代的开始和20世纪的结束，因此这一年的庆祝活动显得尤为重要。但由于时差关系，不同地区迎接2000年的时间不同，全球的庆祝活动也不能同时进行。许多国家或地区为了庆祝2000年到来，纷纷在午夜举行烟花汇演和倒数活动，并发行纪念钞票和纪念邮票，或在宗教场所及私人场所举行庆祝仪式。
由于新西兰、基里巴斯、汤加、斐济等国家都靠近国际日期变更线以东，因此属于第一批踏入千禧年的国家。这些国家也因此产生争执。
值得一提的是，由于担心千年虫问题会在公元2000年1月1日到来之后突然出现，许多机构和政府均采取措施，防止踏入2000年之后，控制航班和基础设施的电脑系统出现问题，甚至影响庆祝千禧年的活动进程。由于世界各国都采取了预防措施，千年虫问题最终没有出现。

## 各时区纪念活动
以下将世界各国的纪念活动，分成各个时区介绍，并按千禧年到来的先后顺序排列。

### UTC+14
在太平洋中部的加罗林岛位于国际日期变更线以东，由于其为最靠近变更线的岛屿，因此声称拥有该岛屿的基里巴斯共和国被认为是最先进入2000年的国家之一，该岛也因此被命名为“千禧岛”。基里巴斯因此声名大噪，吸引许多外国游客前往。
美军舰艇USS托皮卡在2000年新年前夜由东往西跨越国际日期变更线和赤道，因此可被算作“跨越了两个2000年”。船上的船员为了庆祝，在海域上采了一些水作纪念。
新西兰的查塔姆群岛成为世界上第三个踏入2000年的地区，居住在该岛的毛利人举行庆祝活动。

### UTC+13
同样位于新西兰城市的奥克兰，在踏正2000年1月1日举行庆祝活动，于海港上举行烟火汇演。

### UTC+11
澳大利亚的首都悉尼将在2000年举办夏季奥运会，为了迎接世界的千禧年和澳大利亚的“奥运年”，悉尼举办了一系列的庆祝活动，包括在海港大桥发射多达20吨的烟花。

### UTC+9
日本东京有许多庆祝2000年到来的音乐会，例如每年一度的NHK红白歌合战。许多民众在各地寺庙聆听108下象征“驱逐罪恶”的钟声，度过新千年开始的历史时刻。

### UTC+8

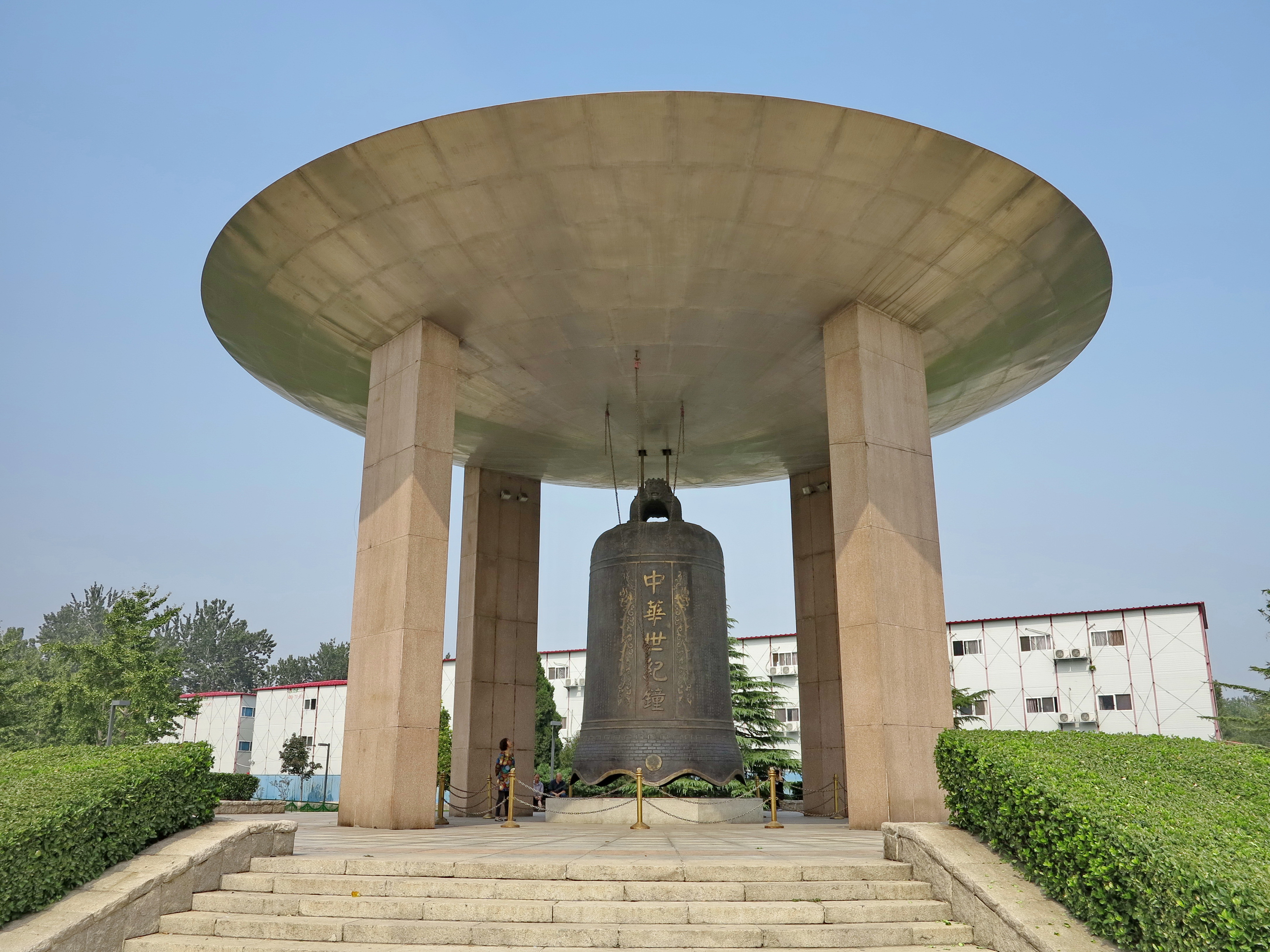
在千禧年到来之时被敲响的中华世纪钟

中国北京的中华世纪坛专为庆祝千禧年而建造，民众在那里庆祝2000年的来临。在中共中央总书记、中国国家主席江泽民倒数完毕后，民众敲响108下重达20吨的世纪之钟。伴随着气球升空和舞龙舞狮表演，中国的新千年正式开始。
在台湾，垦丁国家公园的龙磐公园聚集超过10万人，庆祝2000年的来临。台北县的平溪乡在踏入2000年之前投放100多盏天灯，并在午夜时分升起一个200多斤重的巨型灯笼。
在香港，有超过一万人在跑马地马场参加由特区政府主办的龙腾灯耀庆千禧活动。同时时代广场和兰桂坊也聚集了不少市民和游客。而维多利亚港旁的尖沙咀也聚集了不少市民，警方估计大约有80万人在尖沙咀庆祝。
與香港一海之隔的澳門，也是葡萄牙結束在當地的統治後首個元旦。 多人在議事亭前地，及澳門各區共同跨越千禧。 
在菲律宾，有不少市民聚集在黎刹公园等候2000年来临，其中包括总统约瑟夫·埃斯特拉达和菲律宾的官员们。
在新加坡，许多市民在乌节路一带参加由贸工部主办的倒数活动。

### UTC+1

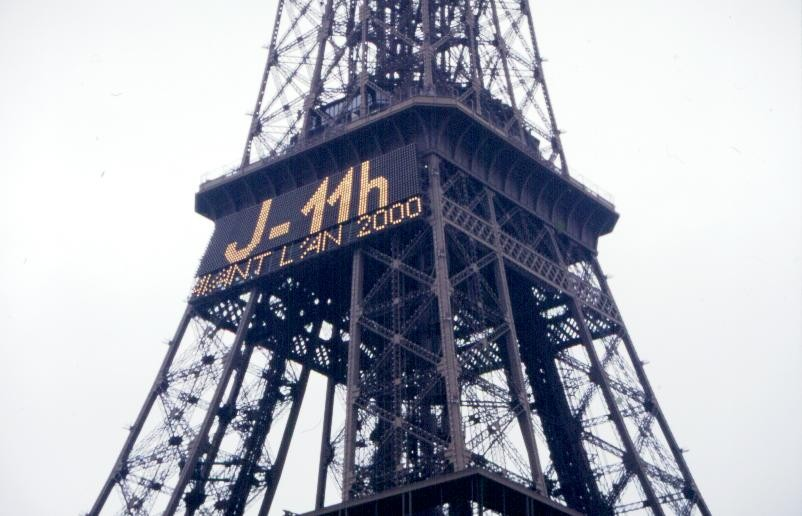
法国巴黎的埃菲尔铁塔，在2000年到来之前安装了倒计时器

在法国首都巴黎的地标建筑埃菲尔铁塔，安装了探照灯和闪光灯，但是在2000年到来的前五个小时却突然故障。在2000年到来一刻，人们聚集在香榭丽舍大街度过新年。
在梵蒂冈，教宗约翰保罗二世在新年到来前夕，在圣彼得大教堂举行仪式，并朗读了《赞美颂》。

### UTC±0
英国的大本钟和为庆祝千禧年而修建的千年穹顶成为人们庆祝的首选之地。烟花汇演“火之河”沿着泰晤士河畔举行，但是由于烟花燃放时间过短，因此原定出现的“火墙”奇景没有出现。

### UTC-5

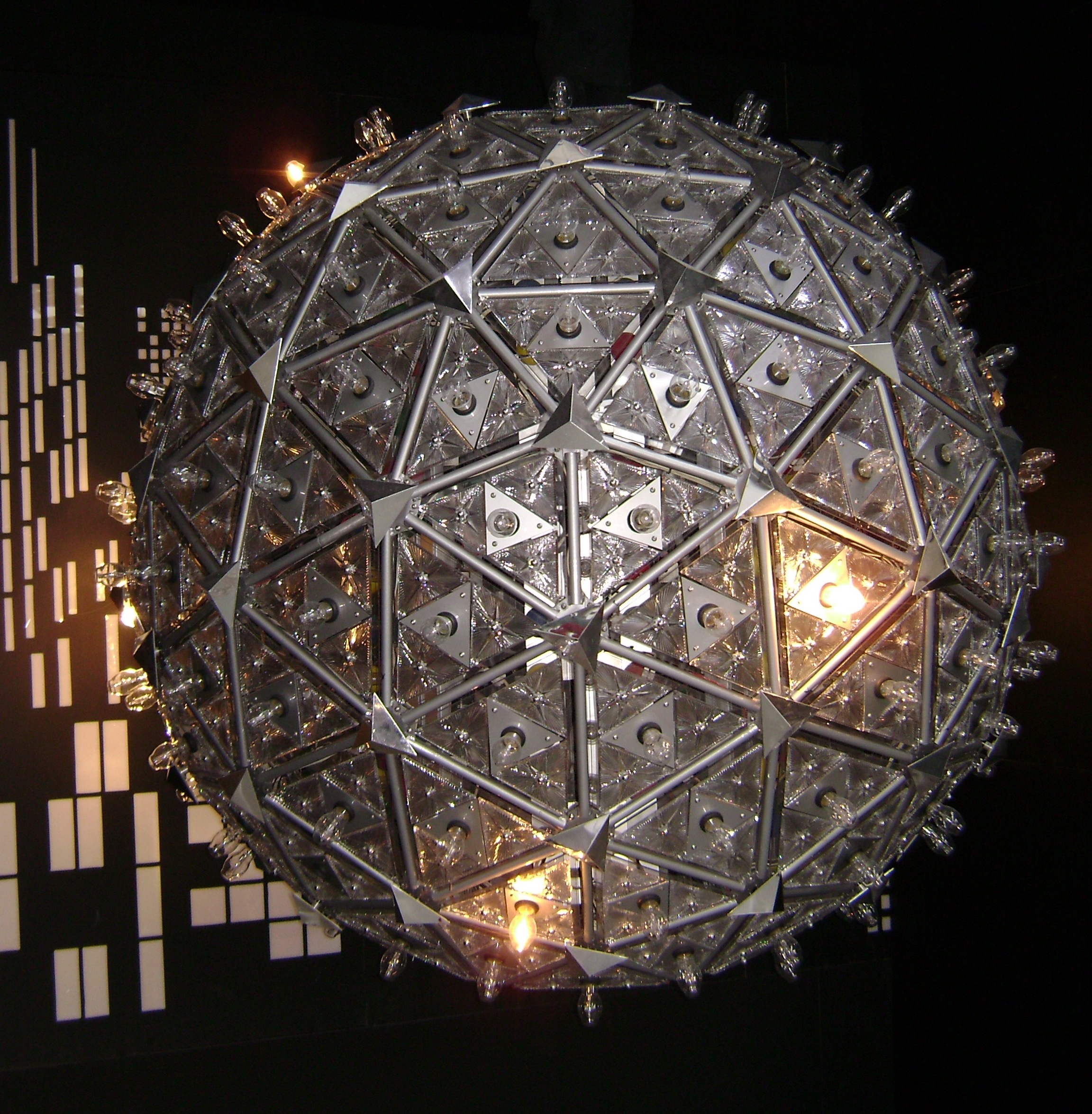
1999年12月31日，美国纽约的时代广场球

在美国纽约的时代广场，一个巨型的时代广场球高高悬挂。200万人聚集在球下等候新年钟声。而在首都华盛顿，总统克林顿与几千名观众一起等待华盛顿纪念碑在午夜亮起。另外华盛顿的千年虫指挥中心在午夜运作，没有收到任何千年虫导致的航班延误或基础设施损坏的报告。
加拿大首都渥太华也在国会山庄举行庆典，午夜时分，和平塔上燃放烟花。

## 另请参阅
- 2000年问题
- 协调世界时